# Alife
Alife (latin: Allifae) är en kommun i provinsen Caserta, i regionen Kampanien. Den är också biskopssäte. Kommunen hade 7 638 invånare (2017) och gränsar till kommunerna Alvignano, Baia e Latina, Dragoni, Gioia Sannitica, Piedimonte Matese, San Potito Sannitico samt Sant'Angelo d'Alife.